# Teoria średniego zasięgu
Teoria średniego zasięgu – socjologiczna teoria odnosząca się do pewnych zjawisk społecznych i populacji, której nie da się ekstrapolować na skalę globalną, za to jest przydatna do opisu szczególnych warunków życia społecznego. 
Budowa tego typu teorii zaproponowana została przez Roberta Kinga Mertona, aby przeciwstawić się istniejącej w pierwszej połowie XX wieku tendencji do budowy wielkich „gmachów teoretycznych”, mało przydatnych do interpretacji szczególnych przypadków rzeczywistości społecznej.
Bazując na teoriach średniego zasięgu, Merton budował także ogólną teorię socjologiczną. Jego stanowisko zostało opublikowane, zanim Talcott Parsons przedstawił swój schemat funkcjonalny, dlatego wielu socjologów odczytało je jako atak na koncepcję Parsonsa.
Teorie średniego zasięgu, które skonstruował, dotyczyły przede wszystkim: 
- ról społecznych
- grup odniesienia
- dewiacji społecznej i anomii
- biurokracji
- samospełniających się i samodestrukcyjnych oczekiwań (przewidywań).